# Старовойтова, Галина Васильевна
Гали́на Васи́льевна Старово́йтова (17 мая 1946, Челябинск — 20 ноября 1998, Санкт-Петербург) — советский и российский политический и государственный деятель, специалист в области межнациональных отношений, правозащитник. Кандидат исторических наук (1980).
Народный депутат СССР (1989—1992), народный депутат РСФСР (1990—1993), депутат Государственной Думы Федерального Собрания Российской Федерации второго созыва (1995—1998).
Убита 20 ноября 1998 года в Санкт-Петербурге.

## Образование и научная деятельность
Галина Старовойтова родилась 17 мая 1946 года в Челябинске. Родители — Василий Степанович Старовойтов (1919—2002) и Римма Яковлевна Потапова (1923—2010).
В 1948 году (ей было 2 года), с возвращением из Челябинска эвакуированных подразделений Кировского завода, семья переехала в Ленинград, где отец продолжил работу на Кировском заводе. За годы работы в Ленинграде Василий Степанович стал доктором наук, руководителем ВНИИ тяжёлого машиностроения в Горелове (пригород Ленинграда), лауреатом Ленинской премии.
В 1964 году Старовойтова окончила среднюю школу № 397 Кировского района (с 2004 года — гимназия № 397 им. Г. В. Старовойтовой, в советское время — имени С. М. Кирова) и поступила в Ленинградский Военно-механический институт, однако закончив 3 курса, поступила на психологический факультет ЛГУ имени А. А. Жданова, который окончила с отличием в 1971 году.
В 1968—1971 годах работала инженером-социологом НПО «Красная заря» в Ленинграде. В 1972—1973 годах работала старшим инженером-социологом в ленинградском ЦНИИ технологии судостроения.
В 1973—1976 годах обучалась в аспирантуре Института этнографии имени Н. Миклухо-Маклая АН СССР (г. Москва). Защитила кандидатскую диссертацию по теме «Проблемы этносоциологии и иноэтнические группы в современном городе».
В 1977—1991 годах — научный сотрудник, затем старший научный сотрудник Института экономики АН СССР, старший научный сотрудник Центра по изучению межнациональных отношений при Президиуме Академии наук СССР.
В конце 1970-х — начале 1980-х годов участвовала как этнопсихолог и руководитель в работе международных экспедиций, изучавших в Абхазии и Нагорном Карабахе феномен долгожительства.

## Политическая карьера
С 1988 года — участница клуба «Московская трибуна».
В 1989 году Старовойтова была выдвинута кандидатом в народные депутаты СССР от Армении. 14 мая 1989 года была избрана подавляющим большинством избирателей, получив 75,1 % голосов.
В 1989—1991 годах — народный депутат СССР.
С 1990 года — народный депутат РСФСР, член Комитета ВС РСФСР по правам человека.
С 20 июля 1991 года по 4 ноября 1992 года — советник Президента РСФСР по вопросам межнациональных отношений.
В октябре 1993 года возглавила лабораторию этнополитических проблем переходного периода в Институте экономических проблем переходного периода.
25 декабря 1994 года в Парке культуры имени Горького Старовойтова организовала митинг против ввода федеральных войск в Чечню: на митинге присутствовали от 10 до 12 тысяч человек.
В 1995 году баллотировалась в Государственную думу по Северному одномандатному округу № 209 Санкт-Петербурга. Возглавила наряду со Львом Пономаревым и Глебом Якуниным предвыборное объединение «Демократическая Россия — Свободные профсоюзы». Победив на выборах, стала депутатом Государственной думы. Каждый раз, баллотируясь в парламент, шла на выборы по одномандатному округу, и никогда — по партийным спискам.
29 января 1996 года Центризбирком РФ зарегистрировал инициативную группу избирателей, которая выдвинула Старовойтову кандидатом на пост Президента Российской Федерации, но 26 апреля 1996 года отказал Старовойтовой в регистрации.
С января 1996 года — член Комитета Государственной думы по делам общественных объединений и религиозных организаций.
7 января 1996 года, почти в 50-летнем возрасте, приняла крещение в храме Михаила Архангела в Тропарёве.
С апреля 1998 года — председатель федеральной партии «Демократическая Россия». Сопредседатель движения «Демократическая Россия».
Возглавляла объединение «Северная столица», готовившееся к выборам в Законодательное собрание в декабре 1998 года.
За эти годы, принимая участие во многих международных конференциях, симпозиумах и дискуссиях, стала широко известна, познакомилась со многими видными политическими деятелями разных стран — Маргарет Тэтчер, Жаком Шираком, Генри Киссинджером, Лехом Валенсой, Вацлавом Гавелом.

## Законотворческая деятельность
Как законотворцу Старовойтовой неизменно приходилось сталкиваться с сопротивлением «агрессивно-послушного большинства», блокирующего принятие важных законов.
В Государственной думе 2-го созыва Старовойтова принимала активное участие в разработке таких документов, как Законы «О занятости населения в РФ», «О реабилитации жертв политических репрессий», «О правах национально-культурных объединений», «Об альтернативной гражданской службе», «О воинской обязанности и военной службе», «О свободе совести и о религиозных объединениях», «О восстановлении и защите сбережений граждан РФ» и многих других.
Благодаря настойчивости депутата Старовойтовой была принята поправка к госбюджету, а именно — к главе «Внешние заимствования», где предполагалось выделить РАО ВСМ кредит в 200 млн долларов под гарантии правительства РФ (впоследствии, при отсутствии финансирования, деятельность РАО ВСМ привела лишь к тому, что Санкт-Петербург получил «самую дорогую яму» у Московского вокзала).
Галине Старовойтовой удалось добиться, чтобы из тех 200 млн выделить 50 млн долларов на восстановление пострадавшей от размыва Кировско-Выборгской линии петербургского метро. О судьбе остальных 150 млн общественности официально не сообщалось.
Депутат ЗАКСа СПб Алексей Ковалёв вскоре после убийства Г. В. Старовойтовой высказывал предположение, что оно могло быть связано с заявленным ею тогдашнему губернатору Петербурга Владимиру Яковлеву требованием публично отчитаться по использованию многомиллионного кредита Всемирного банка, предоставленного на реконструкцию центра Санкт-Петербурга.

### Закон о люстрации
В посткоммунистической России предпринимались попытки обосновать необходимость привлечения к ответственности организаторов и проводников политики тоталитаризма. Суть высказывавшихся предложений состояла в том, чтобы ограничить участие этих лиц в общественно-политической жизни или устранить их из общественных и хозяйственных сфер, обеспечивающих им властные полномочия на любом уровне. Эти предложения, однако, не получили общественной поддержки и законодательного оформления.
В декабре 1992 года Старовойтова внесла в Верховный Совет Российской Федерации законопроект «О запрете на профессии для проводников политики тоталитарного режима». В нём предлагалось подвергнуть профессиональным ограничениям работников партаппарата КПСС, штатных сотрудников и агентуру советских и российских спецслужб.
В 1997 году Старовойтова повторно пыталась внести этот документ на рассмотрение Госдумы РФ, но закон так и не был принят.

## Убийство
20 ноября её мужа А. Волкова смутило странное обстоятельство — Галина Васильевна неожиданно и без объяснения причин изменила время вылета из Москвы в Санкт-Петербург. В аэропорту Пулково её встретил помощник, 27-летний Руслан Линьков, который до этого работал с ней 9 лет; вместе они заехали к родителям Старовойтовой, а затем отправились на её квартиру, находившуюся на втором этаже дома 91 на набережной канала Грибоедова.
Вечером 20 ноября 1998 года в 22:35 Старовойтова и Линьков вошли в подъезд дома и поднялись на второй этаж, где около двери квартиры Старовойтовой их ждали два человека, открывшие по ним огонь из пистолета-пулемёта «Agram 2000» и самодельного пистолета на базе пистолета «Beretta Gardone». Нападавшие сделали не менее пяти выстрелов. Старовойтова получила два огнестрельных ранения и скончалась на месте происшествия, Линьков получил три тяжёлых ранения, в том числе в позвоночник и голову, но остался жив.
По версии следствия, в аэропорту за прибытием Старовойтовой наблюдал «авторитет» брянской ОПГ Сергей Мусин, который передал информацию сотруднику охранного предприятия «Благоверный князь Александр Невский», бывшему прапорщику ГРУ Юрию Колчину, находившемуся неподалёку от аэропорта. Колчин, в свою очередь, приказал наёмным убийцам, членам «тамбовской» преступной группировки — Виталию Акишину и Олегу Федосову — отправиться по месту жительства Старовойтовой, дождаться её в подъезде и убить. Следствие посчитало, что они лично стреляли в Старовойтову и Линькова.
Раненый Линьков смог разглядеть и запомнить лицо нападавшего, стрелявшего в него, и силуэт стрелявшего в Старовойтову: «женское пальто, прямые волосы до плеч» — предполагается, что это был Олег Федосов, надевший женскую одежду и парик . Федосов был объявлен в розыск, но его местонахождение так никогда и не было установлено.

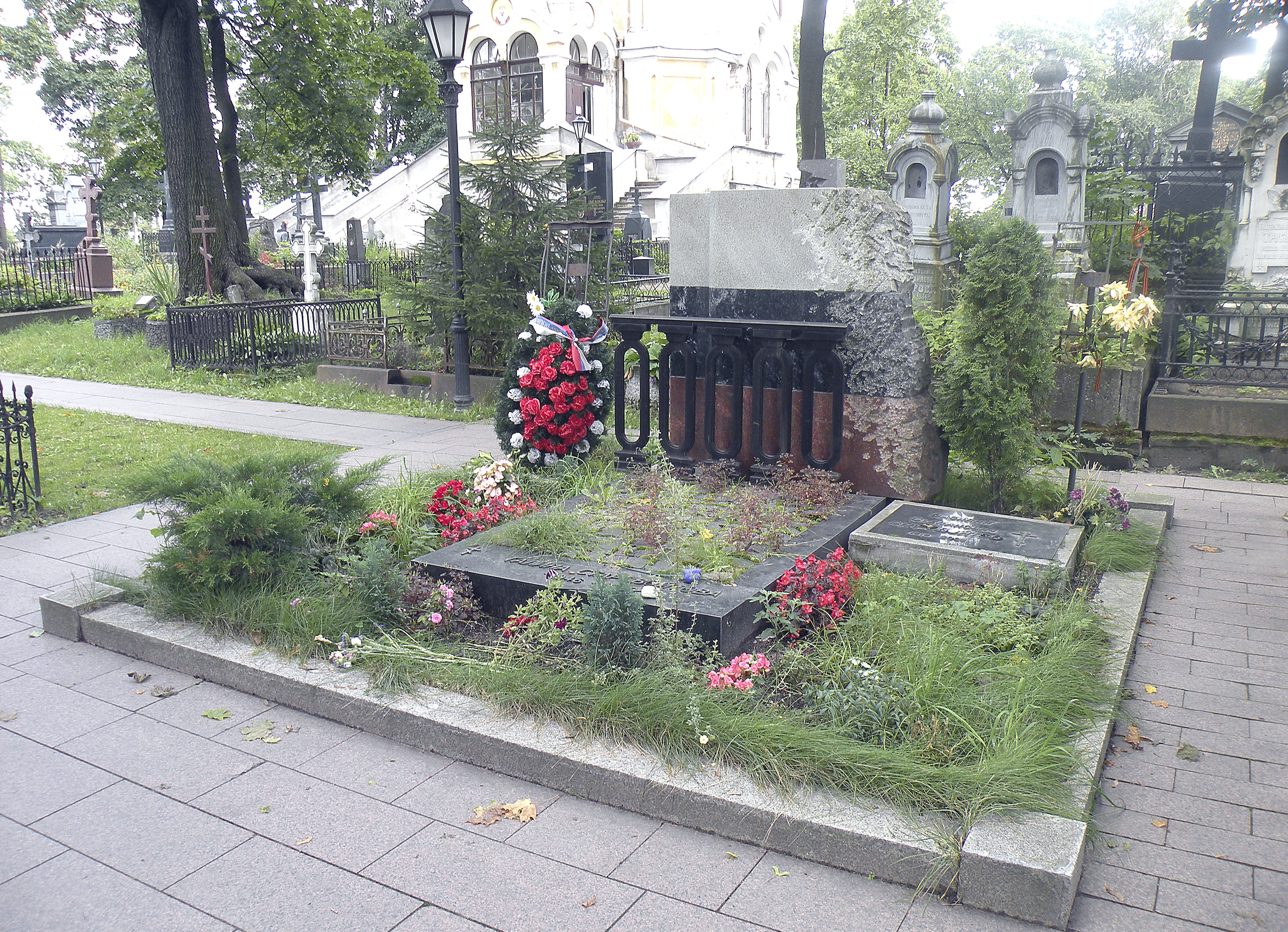
Могила Г. В. Старовойтовой на Никольском кладбище Александро-Невской лавры

В дальнейшем он был главным свидетелем по делу, но до определённого момента предварительное следствие по неясным до сих пор причинам не было сильно заинтересовано в его показаниях («Его допрашивали осторожно, не проявляя обычной в таких случаях настойчивости»).
Спустя несколько лет после нападения, в зале суда Линьков узнал Акишина и указал на него как на человека, стрелявшего в него.
30 июня 2005 года городской суд Санкт-Петербурга признал Юрия Колчина и Виталия Акишина виновными по статьям «Посягательство на жизнь государственного деятеля» и «Терроризм», и приговорил Колчина (как организатора) к 20, и Акишина (как исполнителя) к 23,5 годам заключения в колонии строгого режима.
Позднее, уже находясь в колонии, Колчин заявил, что заказчиком убийства был его знакомый, член «тамбовской» ОПГ Миша Хохол (бывший депутат Госдумы от ЛДПР Михаил Глущенко). Однако других доказательств против Глущенко следствию тогда найти не удалось, и он остался на свободе. 
Таким образом, прямые заказчики убийства не были установлены.
В августе 2007 года Линьков выпустил книгу «Записки недобитка», посвящённую обстоятельствам и версиям преступления.
Летом 2009 года, после задержания Глущенко, сестра погибшей Ольга Старовойтова и Линьков написали открытое письмо тогдашнему президенту РФ Дмитрию Медведеву, в котором привлекли его внимание к незавершённому уголовному делу и призвали продолжить расследование. 
26 октября 2011 года уголовное дело по убийству Старовойтовой было возобновлено; 16 марта 2012 года Управление ФСБ РФ по Петербургу приостановило расследование; сообщалось, что это решение носило «формальный характер» — следствие приостановило дело, чтобы «не затягивать производство».
В марте 2012 года Глущенко был приговорён к восьми годам заключения по делу о вымогательстве.
В марте 2013 года внимание общества снова было привлечено к убийству Старовойтовой в связи с деятельностью комитета «Антиплагиат», направлением депутатом Ильёй Пономарёвым запросов в прокуратуру и публикацией материалов по диссертации Владимира Жириновского.
8 ноября 2013 года ФСБ в связи со вновь открывшимися обстоятельствами предъявила обвинение в соучастии и посягательстве на жизнь Старовойтовой уже проходившему ранее по делу Глущенко. В апреле 2014 года Глущенко признался в том, что он был соучастником убийства Старовойтовой, и назвал следствию имя другого предполагаемого соучастника преступления — Владимира Барсукова (Кумаринa), а в марте 2015 заключил сделку со следствием и назвал заказчиков преступления (эти показания были подтверждены проверкой на полиграфе). «Версию Глущенко», выдвинутую вскоре после оправдания Барсукова судом присяжных по другому обвинению, отдельные СМИ связывали с его прежним членством во фракции ЛДПР.
В апреле 2019 года Владимиру Барсукову (Кумарину) было предъявлено обвинение в организации убийства.
11 декабря 2023 года осуждённый по обвинению в убийстве Виталий Акишин, отбывший две трети тюремного заключения, подал ходатайство об условно-досрочном освобождении с просьбой заменить неотбытую часть срока на принудительные работы. Согласно тексту ходатайства, действовавших взысканий и замечаний от работодателя и администрации Акишин не имел, характеризовался положительно, участвовал в благотворительной деятельности, общественной жизни исправительного учреждения и мероприятиях по месту трудоустройства, а также имел поощрения и благодарности. Однако спустя двое суток он отозвал своё ходатайство без объяснения причин, извинившись за форс-мажор.

## Семья
Сестра — Ольга Старовойтова (9 июля 1948, Ленинград — 4 октября 2021, Санкт-Петербург), член Международного союза журналистов, религиовед, президент общественного фонда «Музей Галины Старовойтовой». Жила в Санкт-Петербурге.
Галина Старовойтова была замужем дважды.
- Первый муж (с 29 апреля 1968 до 1989) — философ, социолог Михаил Борщевский (р. 1939), автор ряда монографий, живёт в Великобритании, читает лекции в Оксфорде.[источник не указан 2278 дней]
  - Сын — Платон Борщевский (р. 22 октября 1969), живёт в Великобритании, бизнесмен, журналист, музыковед.[источник не указан 2278 дней]
    - Внук — Артём[41] (р. 24 мая 1989)[42].
- Второй муж (с 22 мая 1996 года до конца жизни) — учёный Андрей Фёдорович Волков.

## Память
Галина Старовойтова похоронена 24 ноября 1998 года на Никольском кладбище Александро-Невской Лавры в Санкт-Петербурге.
В помещении её бывшей депутатской приёмной (Большая Морская улица, 35) был открыт музей.

### Школы имени Старовойтовой
В 1964 году Г. В. Старовойтова окончила среднюю школу № 397 Кировского района. В 2004 году она была переименована в гимназию № 397 им. Г. В. Старовойтовой (в советское время — имени С. М. Кирова).
Именем Галины Старовойтовой была названа средняя общеобразовательная школа № 177 в Ереване (микрорайон Чаренц).

### Памятник Старовойтовой в Санкт-Петербурге

Памятник Галине Старовойтовой в сквере Галины Старовойтовой

17 мая 2006 года, в день шестидесятилетия Г. В. Старовойтовой, в центре Санкт-Петербурга на Суворовском проспекте (угол ул. Моисеенко) состоялось открытие памятника Галине Старовойтовой в сквере, названном её именем.
Авторы памятника — архитекторы В. С. Васильковский, Т. Н. Милорадович и скульптор народный художник академик АХ России Григорий Данилович Ястребенецкий. Г. Ястребенецкий и архитекторы Т. Милорадович и В. Мельников являются авторами мемориальной доски, установленной ранее на доме, где жила Старовойтова и где она была убита. Новый знак представляет собой четырёхгранный столб с барельефным портретом Старовойтовой. На обратной стороне написано:
«Галина Васильевна Старовойтова — учёный, правозащитник, народный депутат СССР, РСФСР, депутат Госдумы РФ, советник Президента России, председатель партии „Демократическая Россия“. Погибла 20 ноября 1998 года в результате террористического акта от рук наёмных убийц».

### Мемориальная доска в Воронеже
Мемориальная доска в память о пребывании Галины Старовойтовой в Воронеже 24—25 февраля 1998 года. Установлена по адресу ул. Театральная, дом 32.

### Стипендия имени Старовойтовой
Постановлением Правительства Санкт-Петербурга 22 мая 2007 года учреждена стипендия имени Галины Старовойтовой для студентов гуманитарных факультетов учреждений высшего профессионального образования.

### Фильмы и юбилейный альбом
К 17 мая 2021 года — к 75-летию со дня рождения Г. В. Старовойтовой — Алла Гербер и Фонд «Музей Галины Старовойтовой» выпустили документальный фильм «Галина Старовойтова. 75 лет» о жизни и политической деятельности Галины Васильевны и памятный альбом с редкими фотографиями из архива «Музея Галины Старовойтовой».
13 мая 2021 года на телеканале «Дождь» был показан документальный фильм о Старовойтовой «Кандидатка в президентки». Фильм был подготовлен журналисткой Анной Немзер и сделан в виде архива видеозаписей со Старовойтовой.
9 марта 2023 года на YouTube-канале Любови Соболь был опубликован фильм «Закон о люстрациях, критика войны, баллотировалась в президенты. За что убили Старовойтову».

## Награды
- 1993, США, награда Института Мира (Вашингтон) за вклад в укрепление мира[53]
- 1995, США, медаль Американской ассоциации эмигрантов за борьбу против фашизма[источник не указан 2278 дней]
- 1997, Мальтийский Орден, Почётная медаль рыцарей Мальтийского Ордена
- 2002, непризнанная Нагорно-Карабахская Республика, медаль имени Мхитара Гоша (посмертно)
- 2009, Литва, Орден Креста Витиса третьей степени (Командорский крест)[54] (посмертно)
- Дания, Медаль Датского общества имени Рауля Валленберга.

## Сочинения
- Старовойтова, Г. Этническая группа в современном советском городе. — Л.: Наука, 1987.
- Старовойтова, Г. Десять лет без права передышки. — СПб., 1999
- Старовойтова, Г. Национальное самоопределение. — СПб., 1999